# Pargali Ibrahim Paša
Pargali Ibrahím paša (1493 nebo 1494, Parga – 1536, Istanbul; turecky Pargalı İbrahim Paşa, v překladu Ibrahím paša z Pargy) byl druhý velkovezír Osmanské říše za sultána Sulejmana I.
Byl také znám jako Pargali Damat Ibrahím paša („Zeť“), Frenk Ibrahím paša („Zápaďák“) a Makbul Ibrahím paša („Oblíbenec“). To bylo později po jeho popravě v serailu paláce Topkapı změněno na Maktul Ibrahím paša („Popravený“).

## Výchova avzdělání
Ibrahím byl jako dítě křesťanských rodičů (Řeků) z Pargy unesen piráty a prodán jako otrok do paláce v Manise, kde byl vzděláván a na vládu připravován şehzade (korunní princ) Sulejman. Ibrahím konvertoval, dá-li se to o dítěti říci, k islámu. Spřátelili se a Ibrahím spolu s ním na tomto Osmanském dvoře dostal vynikající islámské a turecké vzdělání a díky svému talentu a píli se stal polyglotem a polyhistorem. Ibrahím byl výjimka z pravidla „poturčenec horší Turka“: jeho vztahy ke křesťanům i západním byl vcelku vstřícný.

## Kariéra

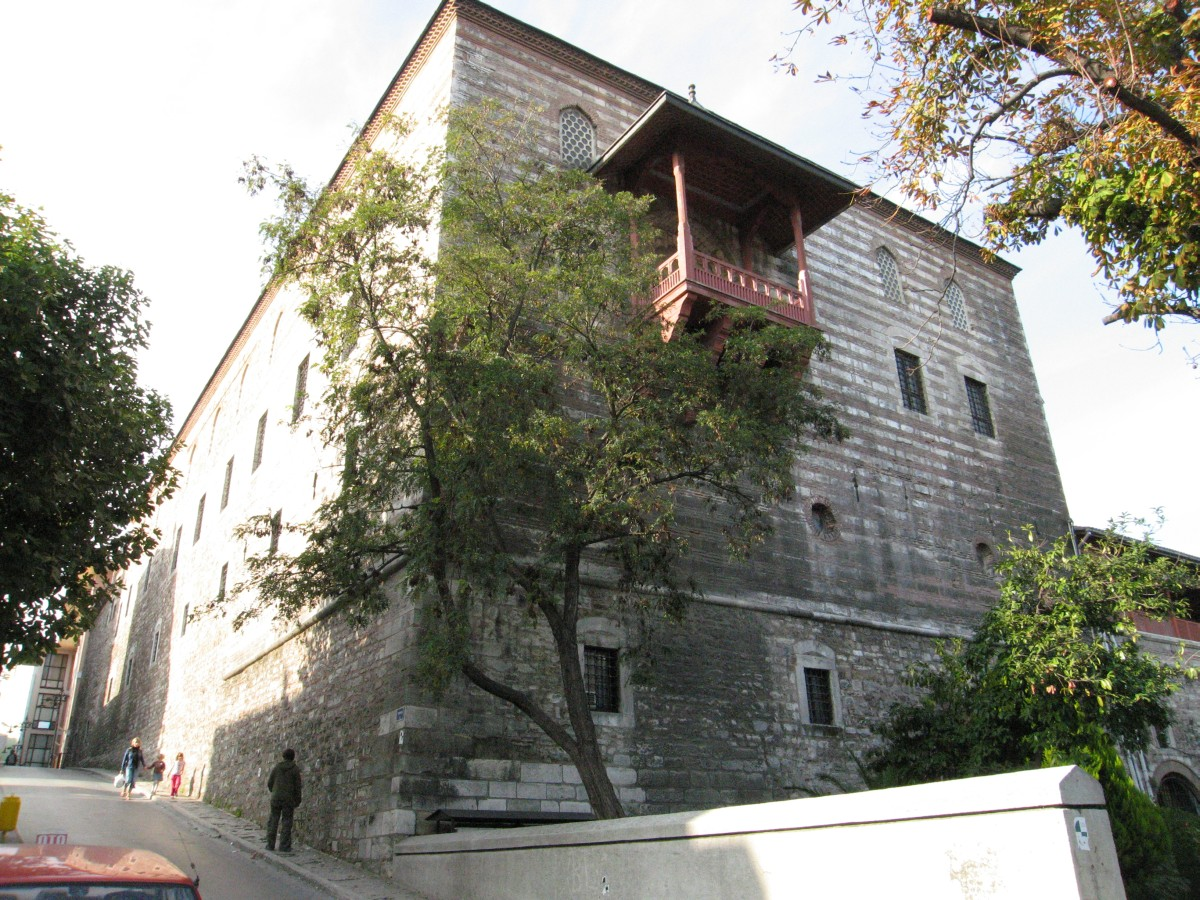
Palác Ibrahíma paši (dnes Museum tureckého a islámského umění)

Ibrahím paša byl první velkovezír Osmanské říše designovaný Suleimanem I. Nádherným. Roku 1523, nahradil Piri Mehmeda pašu, jenž byl jmenován roku 1518 ještě Sulejmanovým otcem předcházejícím sultánem Selimem I., a tento úřad Ibrahim zastával téměř 14 let. Dosáhl takové úrovně moci a vlivu, jež je srovnatelná jen s hrstkou velkovezírů Osmanské říše. Kromě ostatních funkcí a titulů se stal i seraskerem – nejvyšším velitelem a správcem vojska. Jeho moc byla skoro tak veliká jako sultánova. Své rodiče našel a přestěhoval k sobě do Istanbulu. Oženil se se sultánovou sestrou Hatice [hatydže] a tím se stal Damatem – členem dynastie (zetěm). Měli spolu tři děti: syna Mehmeta Šaha a dcery Hanim a Fülane.

## Konec
Ibrahím paša byl pravděpodobně obětí intrik a vzrůstajícího vlivu haseki Hürrem Sultan, zvláště kvůli podpoře şehzade (korunního prince) Mustafy, nástupce a nejstaršího žijícího sultánova syna s Mahidevran.
Hürrem Sultan chtěla, aby se na trůn dostal její syn a Ibrahím byl pro to asi největší překážkou.
Oficiální záminkou bylo, že si Ibrahím během tažení proti perské Safíovské říši přisvojil titul sultána.
Ibrahím paša byl popraven roku 1536 a jeho majetek byl konfiskován. Şehzade Mustafa byl později obžalován ze zrady a uškrcen na rozkaz svého otce 6. října 1553.
Sulejman později velmi hořce litoval, že dal Ibrahíma popravit. Svou lítost vyjadřoval v básních a začal se stranit vládních povinností.

## V médiích
Postava Ibrahíma se výrazně objevuje v celosvětově populárním seriálu Velkolepé století.